# Componist der Nederlanden
Componist der Nederlanden (tot 2025 Componist des Vaderlands) is een eretitel die wordt verleend aan een componist die gedurende twee jaar het boegbeeld is van de hedendaagse Nederlandse muziek. De titel Componist des Vaderlands bestaat sinds 2014 en voegt zich daarmee in het rijtje van de Dichter des Vaderlands (sinds 2000), de Denker des Vaderlands (sinds 2011), de Theoloog des Vaderlands (sinds 2011), de Fotograaf des Vaderlands (sinds 2013) en de Stripmaker des Vaderlands (sinds 2017).
In februari 2025 is de titel gewijzigd van 'Componist des Vaderlands' in 'Componist der Nederlanden'. Dit gebeurde op verzoek van de verschillende dragers, namelijk Babs Gons (dichter), Anne-Maartje Lemereis (componist), Mirella Klomp (theoloog), Marwan Magroun (fotograaf), Marjan Slob (denker) en Jan Vriends (stripmaker), vanwege "een gedeeld ongemak over een term (vaderlands) die als gedateerd wordt ervaren".
De Componist des Vaderlands is een initiatief van Stichting Buma Cultuur en wordt benoemd door een onafhankelijke jury, in 2021 bestaande uit David Kweksilber (klarinettist), Maarten van Boven (directeur Muziekgebouw aan 't IJ), Bert Palinckx (artistiek directeur November Music), Makira Mual (samensteller Podium Witteman) en voorzitter Adriana van Dooijeweert.
De uitverkozen componist komt op voor het belang van alle betrokkenen in het muziekleven, is beschikbaar voor inleidingen en interviews en zoekt naar uitwisselingen met collega-componisten, musici, theaterdirecteuren, concertbezoekers, platenmaatschappijen, muziekdocenten, politici en programmamakers bij radio en tv.
Daarnaast is het bedoeling dat de componist inspeelt op ontwikkelingen in de samenleving. Componist des Vaderlands Mayke Nas ageerde in 2017 bijvoorbeeld tegen de ondermaatse beloning van musici, en bood symbolisch aan de Tweede Kamer haar compositie Stemmingsbel aan, als substituut voor de bel die traditioneel de stemmingen in de Tweede Kamer inluidt.

## Componisten
- Willem Jeths (2014 - 2016)
- Mayke Nas (2016 - 2018)
- Calliope Tsoupaki (2018 - 2021, vanwege de Covid19-pandemie een jaar langer)
- Martin Fondse (2022 - 2023)
- Anne-Maartje Lemereis (2023 - 2025)[6][7]